# Lotniskowce typu Jade
Lotniskowce typu Jade – typ składający się z dwóch statków pasażerskich, na rozkaz niemieckiej Kriegsmarine przeznaczonych w czasie II wojny światowej do przebudowy na pomocnicze lotniskowce. Statki zostały zwodowane jako „Gneisenau” oraz „Potsdam” w 1935 roku i w czasie pokoju operował nimi Norddeutscher Lloyd. Po wybuchu wojny statki zostały zarekwirowane przez Kriegsmarine jako transportowce i w maju 1942 roku sformułowano plany przekształcenia ich na lotniskowce. Statki nie były identyczne, ale na tyle podobne, że można było planować identyczną przebudowę.
„Gneisenau” i „Potsdam” zostały przemianowane odpowiednio na „Jade” i „Elbe”. Po przebudowie na lotniskowcach miało bazować dwanaście bombowców nurkujących Ju-87 Stuka i dwanaście myśliwców Bf 109. Prace na „Jade” nie zostały rozpoczęte i projekt przebudowy został porzucony w listopadzie 1942 roku. Statek wrócił do roli transportowca wojska i zatonął po wejściu na minę na zachodnim Bałtyku. Prace na „Elbe” rozpoczęto w grudniu 1942 roku, lecz zdołano jedynie usunąć wyposażenie pasażerskie do czasu wstrzymania prac w lutym 1943 roku. Statek został przerobiony na okręt koszarowy w Gotenhafen (Gdyni) i został po zakończeniu wojny przejęty przez Wielką Brytanię. W służbie pozostał do 1976 roku, gdy został sprzedany na złom.

## Przebudowa
Po zatopieniu pancernika „Bismarck” w maju 1941 roku, w ramach którego brytyjskie lotniskowce udowodniły swoją wartość, oraz po ataku samolotów pokładowych na jego okręt siostrzany „Tirpitz” w marcu 1942 roku, Kriegsmarine nabrało przekonania o potrzebie posiadania lotniskowców. Prace nad budowanym od początku jako lotniskowiec „Graf Zeppelin”, przy którym prace wstrzymano w kwietniu 1940 roku, zostały wznowione w marcu 1942 roku. Kriegsmarine zdecydowała się także przerobić pewną liczbę jednostek na lotniskowce pomocnicze. Do przebudowy wybrano kilka jednostek pasażerskich, w tym „Gneisenau”, „Potsdam” i „Europę”. Z okrętów wybrano między innymi nieukończony krążownik ciężki „Seydlitz”. „Gneisenau” i „Potsdam” zostały zbudowane w połowie lat 30. XX wieku i operowały w ramach Norddeutscher Lloyd na jego linii wschodnioazjatyckiej do momentu wybuchu wojny, gdy zostały zarekwirowane przez Kriegsmarine z przeznaczeniem na transportowce wojska.
Okazało się, że statki nie będą miały wystarczającej stabilności, gdy zostaną przebudowane na lotniskowce. Rozwiązaniem było dodanie bąbli na kadłubie oraz zamocowanie stałego balastu. Balast miał składać się z „betonowego pancerza” – warstw betonu przymocowanego do boków kadłuba poniżej linii wodnej. Prace nad „Gneisenau”, który miał być przemianowany na „Jade”, nigdy się nie rozpoczęły. Projekt został porzucony 25 listopada 1942 roku. Projekt dla „Potsdam”, któremu przydzielono nazwę „Elbe”, został zmodyfikowany, by poprawić stabilność. Porzucono ideę bąbli i „betonowego pancerza”, planując zastosowanie dodatkowej zewnętrznej warstwy kadłuba. Prace nad statkiem rozpoczęto w grudniu 1942 roku, ale jedynie usunięto wyposażenie pasażerskie do chwili, gdy prace zostały wstrzymane 2 lutego 1943 roku. Było to spowodowane rezygnacją w poprzednim miesiącu admirała Raedera ze stanowiska dowódcy Kriegsmarine. Raeder zrezygnował w ramach protestu przeciw rozkazowi Hitlera, który nakazał wycofanie i zezłomowanie wszystkich jednostek nawodnych po bitwie na Morzu Barentsa.
Po tym jak porzucono projekt przebudowy, „Gneisenau” wrócił do służby jako transportowiec wojska. 2 maja 1943 roku o 12:02 zatonął po wejściu na minę morską w pobliżu Gedser. „Potsdam” został przerobiony na okręt koszarowy w Gotenhafen, gdzie spędził też resztę wojny. Po klęsce Niemiec statek został zajęty przez Wielką Brytanię 20 czerwca 1946 roku jako pryz wojenny. Wcielono go do służby jako transportowiec wojska pod nazwą „Empire Fowey”. Został sprzedany do Pakistanu, gdzie nosił nazwę „Safina-E-Hujjaj” do złomowania w 1976 roku.

### Dane techniczne
„Jade” miał 191 metrów długości na linii wodnej i 203 metry długości całkowitej. „Elbe” miał 189 metrów długości na linii wodnej i 203 metry długości całkowitej. Oba statki miały zanurzenie projektowe 5,1 metra i 8,85 metra przy wyporności pełnej. Wyporność „Jade” wynosiła 18 160 ton metrycznych, podczas gdy „Elbe” miał wyporność 17 527 ton metrycznych. Okręty były zbudowane ze stali spawanej, kadłub był podzielony na dwanaście przedziałów wodoszczelnych i wyposażony był w podwójne dno. „Jade” miał być obsadzony przez 79 oficerów oraz 804 podoficerów i marynarzy (w tym 134 personelu Luftwaffe). Załoga „Elbe” nie jest znana dokładnie, ale składałaby się z około 900 oficerów i marynarzy.
„Jade” był napędzany przez parę turbin parowych Deschimag. Dwie turbiny napędzały trójłopatową śrubę każdy. Parę zapewniały cztery kotły pracujące pod wysokim ciśnieniem. Napęd „Elbe” składał się z dwóch silników elektrycznych napędzanych przez dwa turbogeneratory. Każdy silnik elektryczny napędzał czterołopatową śrubę. Silniki obu statków miały moc 26 000 shp, co pozwalało na osiągnięcie prędkości maksymalnej 21 węzłów, ale podczas służby statków stosowano ograniczenie do 19 węzłów. Maksymalny zasięg wynosił 9000 mil morskich przy prędkości 19 węzłów.
Po przebudowie okręty miały być uzbrojone w różne armaty przeciwlotnicze. Artyleria ciężkiego kalibru składała się z ośmiu dział SK C/33 kal. 10,5 cm na dwudziałowych podstawach. Planowano zastosować podstawy Dopp LC/31, które pierwotnie zostały zaprojektowane dla dział kal. 8,8 cm. Podstawy LC/31 były stabilizowane w trzech płaszczyznach i mogły podnosić działa do kąta +80°. To pozwalało na prowadzenie ognia do wysokości 12 500 m. Przeciw celom morskim działa miały zasięg 17 700 m. Działa strzelały amunicją scaloną o wadze 15,1 kg, mogły prowadzić ogień pociskami odłamkowymi, odłamkowo-zapalającymi i oświetlającymi. Na podwójne stanowisko dział przypadać miało 3200 naboi.
Artylerię przeciwlotniczą mniejszych kalibrów stanowiło dwanaście dział kal. 3,7 cm oraz dwadzieścia cztery do trzydziestu dwóch dział kal. 2 cm. Działa kal. 3,7 cm miały szybkostrzelność około 30 pocisków na minutę. Przy maksymalnym kącie podniesienia 85° mogły prowadzić ogień na wysokość 6800 metrów. Miały mieć zapas 20 000 pocisków. Działa kal. 2 cm były zasilane z magazynków, co pozwalało na osiągnięcie szybkostrzelności do 500 pocisków na minutę. Dysponowano magazynkami dwudziesto- i czterdziestopociskowymi, a łączny zapas na okręcie miał wynosić 48 000 pocisków.
Na jednostce miał być zabudowany pokład lotniczy o wymiarach 186×27 m. Samoloty miały być obsługiwane w jednym hangarze o rozmiarach 148×18 m. Dach hangaru był zabezpieczony przez 20 mm stali pancernej Kruppa Wotan Hart, a boki miały osłonę grubości 10–15 mm. Grupa lotnicza miała się składać z dwunastu myśliwców Bf 109 i dwunastu bombowców nurkujących Ju 87 Stuka. Myśliwce Bf 109 były morską wersją modelu E i miały oznaczenie Bf 109T. Ich skrzydła były dłuższe w stosunku do wersji lądowej, by skrócić drogę startową. Bombowce Ju 87 należały do wersji E, która była morską odmianą Ju 87D. Została ona zmodyfikowana przez przystosowanie do startów z katapulty oraz dodanie haka hamującego.